# Michael Hanack

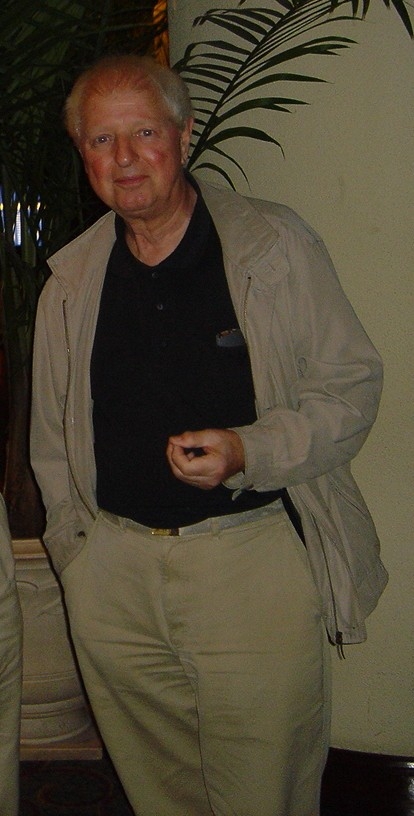
Michael Hanack 2004 während der 3. International Conference of Porphyrins and Phthalocyanines

Georg Michael Hanack (* 22. Oktober 1931 in Luckenwalde; † 6. November 2019) war ein deutscher Chemiker. Er war Professor für Chemie an der Universität Tübingen.

## Leben
Von 1949 bis 1954 studierte er Chemie, Philosophie und Wirtschaft
an den Universitäten Freiburg, Bonn und Tübingen und schloss seine
Studien mit dem Chemiediplom ab.
Seine Doktorarbeit fertigte er im Arbeitskreis von Walter Hückel in Tübingen an und beendete sie im Jahr 1957 mit der Arbeit: „Solvolyse der Toluolsulfonate der stereoisomeren cis-alpha-Hydrindanole und Beiträge zur Messmethodik“.
Nach seiner Assistenzzeit im Arbeitskreis Walter Hückel in den Jahren 1957–1958, begann er seine eigene Forschung zu den Themen Organofluorchemie, Physikalische Organische Chemie und Stereochemie. Nach seiner Habilitation im Jahr 1961 wurde ihm der Titel Privatdozent verliehen. Er war zu dieser Zeit mit 31 Jahren einer der jüngsten Privatdozenten in Deutschland. Im Jahre 1968 wurde er dann zum apl. Professor an der Universität Tübingen befördert. Schon 1970 erhielt er einen Ruf auf den Lehrstuhl als Professor von Organische Chemie und Leiter der Abteilung Chemie der Universität des Saarlandes. Im April 1975 kehrte er dann in die Universität Tübingen als Professor für Organische Chemie (Nachfolge von Eugen Müller) zurück. An der Universität Tübingen war Hanack auch Dekan der Fakultät für Chemie und Pharmazie in den Jahren 1981 bis 1983 und Leiter der Abteilung für Chemie von 1995 bis 2001.
Im Laufe seines wissenschaftlichen Forschens wurden ihm 1966 die Lifetime Honorary Membership der New York Academy of Sciences, 1988 die Invitation Fellowship der Japan Society for the Promotion of Science (JSPS), 1991 die Ehrendoktorwürde (Dr. h. c.) der Universität Complutense Madrid, 2000 der Arthur G. Dandridge Award und 2002 der Elhuyar-Goldschmid Award verliehen.
Ab 2001 war er Professor emeritus, setzte aber seine Forschungsarbeiten weiterhin fort.

## Forschungsfelder
- Organische Fluorverbindungen, perfluorierte Pyrethroide
- Stereochemie, Konformationsanalyse
- Organische Reaktionsmechanismen, Chemie aus Vinyl- und Phenyl-Kationen
- Synthese von macroheterocyclischen Übergangsmetallkomplexen (wie Phthalocyanine) als organische Leiter („Shish-Kebab“ Polymere)
- Verbindungen mit magnetischen und nicht-linearen optischen Eigenschaften

## Ausgewählte Veröffentlichungen
- Fluorverbindungen der Terpenreihe: Reaktionen des Fluorwasserstoffs mit Doppelbindungen und Dreiringen. Tübingen, 1962.
- Conformation Theory. New York : Academic Press 1965, ISBN 978-0-12-322550-4.
- P.J. Stang, Z. Rappoport, H. Hanack, L.R. Subramanian: Vinyl Cations; Academic Press, NY 1979, ISBN 978-0-12-663780-9.  Elsevier
- Michael Hanack, Siegmar Roth, Hermann Schier: Science and Technology of Synthetic Metals. 1991.
- Literaturliste am ResearchGate (Michael Hanack)

## Arbeitsgruppe
Unter seiner Leitung studierten und arbeiteten 230 Doktoranden und sehr viele Postdoktoranden und Gastwissenschaftler aus Europa und Übersee.

## Redaktion
- 1982–2003 Editorial Board of Houben-Weyl Methods of Organic Chemistry (Thieme Medical Publishers)
- 1985–1998 Editorial Advisory Board of Synthesis (Thieme Medical Publishers)
- 1999–2008 Honorary Advisory Board of Synthesis (Thieme Medical Publishers)
- 2004–2008 Editorial Board of Synthetic Metals (Elsevier Science)
- seit 1997 Editorial Board of Journal of Porphyrins and Phthalocyanines (John Wiley & Sons, World Scientific)